# Ларс Ніберґ
Ларс Ніберґ (нім. Lars Nieberg, 24 липня 1963) — німецький вершник.
Олімпійський чемпіон 1996 (командний конкур), 2000 (командний конкур) років.